# Rodolfo I da Boêmia
Rodolfo I (c. 1282 - 4 de julho de 1307) foi rei da Boêmia e duque da Áustria e da Estíria (como Rodolfo III).
O filho homem mais velho do duque Alberto I e de Isabel de Gorizia-Tirol, sucedeu ao pai em seus ducados quando este foi eleito rei dos romanos.
Em 1306, após o assassinato do rei Venceslau III da Boêmia, Alberto I forçou a sucessão de Rodolfo como rei da Boêmia. Assim, Rodolfo abriu mão de seus ducados para seus irmãos mais novos, Frederico e Leopoldo.
Todavia, ele veio a falecer com menos de um ano de reinado, antes de seu pai e sem deixar herdeiros. Seu corpo está sepultado na Catedral de São Vito, em Praga.

## Casamentos e descendência
Rodolfo casou duas vezes. A primeira vez, em maio de 1300, com a princesa Branca da França, condessa da Alsácia, irmã do rei Filipe IV da França. A união deles foi a consolidação da aliança firmada entre Alberto I e a França. O casamento durou cinco anos, e terminou com a morte de Branca, em 19 de março de 1305, durante o parto de um filha, que também morreu jovem.
Em outubro de 1306, alguns meses depois de ascender ao trono da Boêmia, casou com Riquilda Isabel da Polônia, viúva de Venceslau II, para reforçar seu direito ao trono. Eles não tiveram filhos.